# Kwiecewo (osada)
Kwiecewo – osada w Polsce, położona w województwie warmińsko-mazurskim, w powiecie olsztyńskim, w gminie Świątki.
W latach 1975–1998 miejscowość administracyjnie należała do województwa olsztyńskiego.